# Itaporanga d'Ajuda
Itaporanga D'Ajuda is een gemeente in de Braziliaanse deelstaat Sergipe. De gemeente telt 29.347 inwoners (schatting 2009).

## Aangrenzende gemeenten
De gemeente grenst aan São Cristóvão, Lagarto, Estância, Salgado, Aracaju, Areia Branca, Campo do Brito en Itabaiana.

## Verkeer en vervoer
De plaats ligt aan de noord-zuidlopende weg BR-101 tussen Touros en São José do Norte.